# Культовое сооружение
Ку́льтовое сооружение — сооружение или комплекс сооружений для культовых, религиозных нужд (отправления служб, чтения молитв и обращений к Богу (богам)).
Свои культовые сооружения имеют большинство религий мира, в том числе основные мировые и этнические религии. Исторически возведение культовых сооружений различных типов и стилей шло параллельно, а нередко и было толчком к развитию искусства, культуры, духовных и прикладных знаний того или иного народа, региона (страны, края) мира или человечества в целом.
При постройке культовых сооружений в мире существуют два основных направления — следование консервативным образцам прошлого, «шаблонная» архитектура и применение наиболее современных тенденций строительного и технического искусства.
Культовые сооружения отдельных религий и/или их некоторые образцы стали двигателями развития целых течений или элементов архитектуры. Так, выйдя из буддийской архитектуры ступа является решением пространства здания многими современными архитекторами мира, иногда очень далеко от территории распространения той или иной религии.
Многие народы создали собственные типы и стили архитектуры культовых сооружений. Например в Древней Месопотамии и Эламе, — Зиккурат, в Центральной Америки, доколумбовой эпохи, характерный тип культового сооружения — Теокалли, а так называемый стиль казацкое (украинское) барокко XVIII века проявился, в основном, в строительстве соборов и церквей.

## Виды
Основные виды современных культовых сооружений:
1. святилище (алтарь, жертвенник);
2. храм (церковь, дом молитвы/ораторий, синагога, мечеть, хурул, мандир);
3. часовня/капелла, баптистерий;
4. монастырь;
5. реликварий (ступа, рака);
6. похоронное сооружение (место омовений и отпеваний, кладбище, крематорий, колумбарий).

## Синагога
Синагога (от греч. συναγωγή, «собрание»; ивр. בֵּית כְּנֶסֶת‎, бейт кне́сет — «дом собрания»; идиш שול‎, шул — «школа») чаще всего представляет собой помещение с окнами.

## Церковь
Церковь (греч. Κυριακη (οικια) — (дом) Господа) чаще всего представляет собой отдельно стоящее здание с алтарной частью и примыкающим к нему помещением для молящихся. Лютеранские и англиканские церкви унаследовали принципы устройства внутреннего пространства, а также элементы во внутренней и внешней архитектуре от сохранившихся традиций единой христианской церкви (до раскола). В молитвенных домах других протестантских конфессий алтарей нет, как нет и чётких правил по внутренней организации.
Главный храм города или монастыря обычно называется собором (соборным храмом); кафедральным собором принято называть храм, где находится кафедра правящего епископа (архиерея).
Православный или католический храм состоит из нескольких взаимосвязанных частей: см. капелла, крипта, придел.
Существуют также передвижные церкви.

## Мечеть
Мечеть (араб. مسجد‎ —  место поклонения‎) чаще всего представляет собой отдельно стоящее здание с куполом-гамбизом, иногда мечеть имеет внутренний двор. Флигелем к мечети пристраиваются башни-минареты. Молитвенный зал лишён изображений, но на стенах могут быть начертаны строки из Корана, написанные арабской вязью. Стена, обращённая к Мекке, отмечена пустой нишей, михрабом, в которой молится имам. Справа от михраба расположена кафедра-минбар, с которой проповедник имам читает свои проповеди верующим во время пятничной и праздничной молитвы. При мечетях, как правило, работают школы-медресе.
Общепринятая этимология слова «мечеть» производит его от «масджид» (мн. ч. — масаджид), в свою очередь происходящего от арабского корня «саджада» — падать ниц — в значении места, и означает «место поклонения», «место совершения земного поклона». Оно указывает на место, где верующий может поклониться Богу во время молитвы, и не предполагает ничего, кроме ритуально чистого пространства. Другое возможное происхождение слова от mäsdžid al Jamii — «пятничное, или соборное, моление».
Мечеть служит для сбора мусульман для общего совершения молитв. Кроме этого, мечети могут являться местами собрания народа, обучения основам исламской религии и т. д. Первой мечетью была Кааба. По словам пророка Мухаммеда после Каабы была построена мечеть аль-Акса в Кудсе (Иерусалиме). Эти две мечети, а также мечеть Пророка в Медине являются местами паломничества мусульман. В первые годы зарождения ислама мусульмане совершали молитвы в специально отведённых для этого местах и зданиях в отдалённых районах Мекки. Сам Пророк совершал молитвы и в окрестностях Каабы. Затем центром мусульманской общины Мекки был дом Аркама. После того, как Умар ибн аль-Хаттаб принял ислам мусульмане получили возможность совершения намазов у Каабы. Однако первой мечетью в Мекке считается дом сподвижника пророка аль-Аркама. Вторую мекканскую мечеть основал Абу Бакр. После совершения хиджры пророк Мухаммад распорядился построить в пригороде Медины Кубе мечеть, после которой была построена Мечеть Пророка в Медине.
Уже в конце VII века установилось различие в зависимости от назначения и функций. Мечети могут быть квартальными, соборными, центральными или общегородскими, в виде открытой площади. У всех мечетей есть одна общая черта — они ориентированы строго на Каабу в Мекке. Это направление на Каабу называется кибла. От него получила своё название и задняя, обращённая к Каабе, стена любого молитвенного здания в исламе, которая тоже называется кибла.
.
К посетителым мечетей предъявляются следующие требования:
- Одежда посетителя должна соответствовать предписаниям ислама (см. Одежда в исламе)
- Перед входом в молитвенный зал необходимо снять обувь.
- Перед посещением молитвы желательно совершить ритуальное омовение (вуду).
- Перед тем как присесть, мусульманам желательно совершить «молитву приветствия» или любой другой намаз.

Элементы мечети
Обычно мечети представляют собой одно или двухэтажное здание с куполом и минаретами. Внутри мечетей устанавливаются минбары и михрабы. Недалеко от мечетей находятся общественные туалеты и специальные комнаты для совершения омовений (вуду).
- Михраб — ориентированная на Каабу ниша (плоская, условная или вогнутая), перекрытая аркой, небольшим сводом или конхой и вставленная в раму;
- Аназа («стрела») — стена, резная мраморная доска или деревянная ниша вблизи от входа в мечеть, своего рода михраб во дворе;
- Минбар — отличительный признак соборной мечети — кафедра, с которой имам (глава мусульманской общины) произносит пятничную проповедь, аналог амвона в раннехристианской и византийской базилике;
- Максура — её появление было обусловлено присутствием в мечети правителя или представителей административной власти. Это — квадратное в плане, отгороженное резным деревянным или металлическим простенком от основного пространства помещение в непосредственной близости от михраба и минбара;
- Дикка — специальные платформы, стоя на которых муэдзины повторяют движения имама и тем самым направляют движения верующих;

Необходимость совершать перед входом в мечеть ритуальные омовения привела к появлению специально предназначенных для этого зал, помещений за пределами мечети или фонтанов во дворе, называемых — хаузы.